# ألفرد إل. بيرسون
ألفرد إل. بيرسون (بالإنجليزية: Alfred L. Pearson)‏ هو ضابط ومحامي أمريكي، ولد في 28 ديسمبر 1838 في بيتسبرغ في الولايات المتحدة، وتوفي في 6 يناير 1903 في سيويكلي في الولايات المتحدة.